# Semjon Samuilowitsch Wilenski
Semjon Samuilowitsch Wilenski (russisch Семён Самуилович Виленский; wiss. Transliteration
Semën Samuilovič Vilenskij, auch Semen Samuilovich Vilenskii; * 13. Juni 1928 in Moskau; † 23. April 2016 ebenda) war ein russischer Schriftsteller und Herausgeber. Im Zentrum seines literarischen Schaffens und seiner Herausgebertätigkeit standen der totalitäre sowjetische Staat, die Gefangenen des Gulag und der Widerstand im Gulag.

## Leben
Wilenski studierte seit 1945 an der Lomonossow-Universität. 1948 wurde er inhaftiert und zu zehn Jahren Arbeitslager verurteilt. Er war zuerst in dem berühmt-berüchtigten Suchanowka-Gefängnis, dann in einem Straflager von Dalstroi an der Kolyma. 1955 wurde er aus der Haft entlassen.
1963 gründete er mit B. Babina (Б. Бабина), S. Gandlewskaja (З. Гандлевская), P. Mjasnikowa (П. Мясникова), I. Alexachin (И. Алексахин) und anderen politischen Gefangenen die Kolyma-Kameradschaft (Колымское товарищество), die 1990 offiziell in Moskau als historisch-literarische Gesellschaft „Rückkehr“ (Возвращение) registriert wurde und die er von da an leitete.
Er war der Herausgeber des Bandes Die Kinder des Gulag, der Erinnerungen, Tagebücher und Briefe von Kindern sowjetischer „Volksfeinde“ enthält (engl. Übersetzung von Deborah Hoffman).